# Перемога на ділянці "Розмив" (жетон)
Жетон «Перемога на ділянці „Розмив“. Не для проходу в метрополітен» — пам'ятний жетон, присвячений ліквідації розмиву в Петербурзькому метрополітені, викарбуваний на честь семиріччя пуску поїздів по нових тунелях метро на перегоні «Лісова» — «Площа Мужності», який відбувся 26 червня 2004 року.
На реверсі зображено робочу частину прохідницького щита «Вікторія», який точно потрапив у старий тунель, пройшовши в обхід аварійної ділянки.
Загальний тираж 1000 штук, з них 900 у блістерах (листівках). Діаметр 23,3 мм, товщина 1,7 мм, метал — томпак Л68.
Дизайн блістера аналогічний дизайну листівок ювілейних жетонів Петербурзького метрополітену, випуск яких було розпочато в 2005 році.
Жетон не призначено для проходу в Петербурзькому метрополітені.